# Маркиан и Мартирий

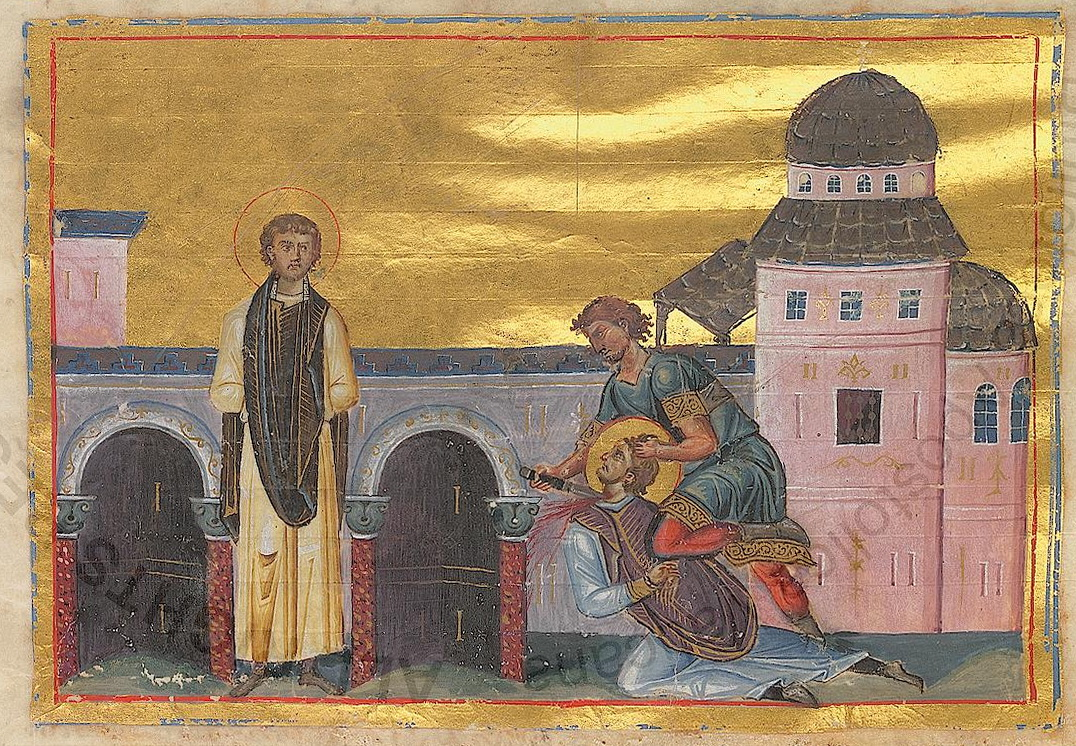
Мученики Маркиан и Мартирий, нотарии. Минологий Василия II

Маркиа́н и Марти́рий, нотари́и (др.-греч. Μαρκιανός και Μαρτύριος οι νοτάριοι; ум. около 355 года, Константинополь) — христианские мученики, пострадавшие при императоре Констанции II, почитаемые в Православной и Католической церквях. Православная церковь отмечает их память 25 октября (7 ноября) и 25 октября, Католическая церковь отмечает их память 25 октября и 7 ноября.
Маркиан и Мартирий служили в Константинопольском соборе. Маркиан был чтецом, а Мартирий—иподиаконом; оба они несли также послушание в качестве нотариев, то есть, секретарей у патриарха, Павла Исповедника. Император Констанций II стоял за ариан, в то время как его братья Константин и Констант были на стороне никейцев. После смерти братьев и войны с Магнецием Констанций II утверждает арианство как единственное верное вероисповедание в империи. Павел Исповедник в 350 году был изгнан из столицы и отправлен в ссылку в Армению, в город Кукуз, где он принял мученическую кончину; когда он совершал Божественную литургию, ворвались ариане и задушили Павла его святительским омофором. На Миланском церковном соборе Афанасий был осуждён и изгнан из Александрии в 356 году. Примерно в это же время были схвачены в Константинополе Маркиан и Мартирий, исповедовавшие Никейский Символ веры, за что эпарх Филипп их мучил, а затем отрубил их головы мечом. Верующие взяли мощи и похоронили их у Меландийских ворот в Константинополе.
После победы никейцев над арианами Маркиан и Мартирий стали почитаться как святые мученики в империи. Иоанн Златоуст построил церковь в память о них. Им была составлена служба, канон для которой написал Иосиф Песнописец. Служба помещена в Минеи 25 октября.
В правление патриарха Луки Хризоверга, по его инициативе на соборе, был запрещён следующий соблазнительный обычай: в праздник святых нотариев Маркиана и Мартирия учителя, учившие детей чистописанию (нотарии), имели обыкновение надевать сценические маски, и в таком виде появляться в публичных местах. Патриарх запретил делать это на будущее время.
Маркиан и Мартирий являются святыми покровителями юристов.